# Hormius longiventris
Hormius longiventris är en stekelart som beskrevs av Sergey A. Belokobylskij 1988. Hormius longiventris ingår i släktet Hormius och familjen bracksteklar. Inga underarter finns listade i Catalogue of Life.